# Фаєтт (округ, Західна Вірджинія)
Шаблон:StateAbbr_ 38°02′ пн. ш. 81°05′ зх. д. / 38.03° пн. ш. 81.09° зх. д.
Округ  Фаєтт (англ. Fayette County) — округ (графство) у штаті  Західна Вірджинія, США. Ідентифікатор округу 54019.

## Історія
Округ утворений 1831 року.

## Демографія
За даними перепису 2000 року загальне населення округу становило 47579 осіб, зокрема міського населення було 18818, а сільського — 28761. Серед мешканців округу чоловіків було 23569, а жінок — 24010. В окрузі було 18945 домогосподарств, 13121 родин, які мешкали в 21616 будинках. Середній розмір родини становив 2,89.
Віковий розподіл населення поданий у таблиці:
| Стать    | До 15 років | 15-21 | 22-29 | 30-39 | 40-49 | 50-65 | 65-85 | Понад 85 |
| -------- | ----------- | ----- | ----- | ----- | ----- | ----- | ----- | -------- |
| Чоловіки | 4427        | 2466  | 2562  | 3106  | 3893  | 4037  | 2817  | 261      |
| Жінки    | 3970        | 2166  | 2332  | 3060  | 3712  | 4034  | 4020  | 716      |

## Суміжні округи
- Ніколас — північ
- Ґрінбраєр — схід
- Саммерс — південний схід
- Релей — південь
- Кенова — захід

## Виноски
1. ↑  U.S. Decennial Census. United States Census Bureau. Архів оригіналу за 26 квітня 2015. Процитовано 10 січня 2014.
2. ↑  Historical Census Browser. University of Virginia Library. Архів оригіналу за 11 серпня 2012. Процитовано 10 січня 2014.
3. ↑  Population of Counties by Decennial Census: 1900 to 1990. United States Census Bureau. Процитовано 10 січня 2014.
4. ↑  Census 2000 PHC-T-4. Ranking Tables for Counties: 1990 and 2000 (PDF). United States Census Bureau. Процитовано 10 січня 2014.
5. ↑  State & County QuickFacts. United States Census Bureau. Архів оригіналу за 7 червня 2011. Процитовано 10 січня 2014.(англ.) Наведено за англійською вікіпедією.
6. ↑  American FactFinder. Бюро перепису населення США. Архів оригіналу за 26 лютого 2012. Процитовано 31 січня 2008. [Архівовано 2008-05-21 у Wayback Machine.]

| США | Це незавершена стаття з географії США. Ви можете допомогти проєкту, виправивши або дописавши її. |